# Ansgar Kahmen
Ansgar Kahmen (* 8. Dezember 1974 in Karlsruhe) ist ein deutscher Botaniker und Hochschullehrer an der Universität Basel.

## Leben
Ansgar Kahmen studierte Botanik, Pflanzenökologie und Naturschutzbiologie an der Universität Wien, Österreich und der University of California, Santa Cruz, USA. 2013 wurde er Associate Professor für Physiologische Pflanzenökologie an der Universität Basel. Er arbeitet zusammen mit  Günter Hoch und Erika Hiltbrunner in der Forschungsgruppe "Physiological Plant Ecology PPE".
Kahmens Forschungsschwerpunkte liegen an der Schnittstelle zwischen Pflanzen und ihrer Umwelt. Ziel seiner Arbeit ist es zu verstehen, wie Pflanzen im Kontext ihrer Umwelt funktionieren und aufzuzeigen, wie Pflanzen die Bereitstellung von Ökosystemdienstleistungen gestalten.

## Privat
Ansgar Kahmen ist verheiratet und Vater von drei Kindern.

## Auszeichnungen
- 2007: Eduard Strasburger-Preis der Deutschen Botanischen Gesellschaft DBG[5]
- 2011: Young Investigator Award of BASIN[2]
- 2012: Dr.-Karleugen-Habfast Award der "German Association for Stable Isotope Research" (GASIR)[6]